# 阿沃扎克-普拉特-拉伊特
阿沃扎克-普拉特-拉伊特（法語：Avezac-Prat-Lahitte，法語發音：[avzak pʁat la.it] ⓘ）是法国上比利牛斯省的一个市镇，属于巴涅尔德比戈尔区。

## 历史
1801年，阿沃扎克（Avezac）和普拉特（Prat）合并为市镇阿沃扎克-普拉特（Avezac-Prat）。1972年，阿沃扎克-普拉特与拉伊特（Lahitte）合并为今天的阿沃扎克-普拉特-拉伊特（Avezac-Prat-Lahitte）。

## 地理
阿沃扎克-普拉特-拉伊特（43°3'57"N, 0°20'14"E）面积17.81 平方千米，位于法国奧克西塔尼大區上比利牛斯省，该省份为法国西南部内陆省份，北至热尔省，西接大西洋比利牛斯省，南与西班牙接壤，东临上加龙省。
与阿沃扎克-普拉特-拉伊特接壤的市镇（或旧市镇、城区）包括：卡普韦恩、内斯特河畔拉巴特、埃斯帕罗斯、埃斯佩什、伊佐、拉巴斯蒂德、拉讷默藏、隆内、萨尔拉布、蒂尤斯。

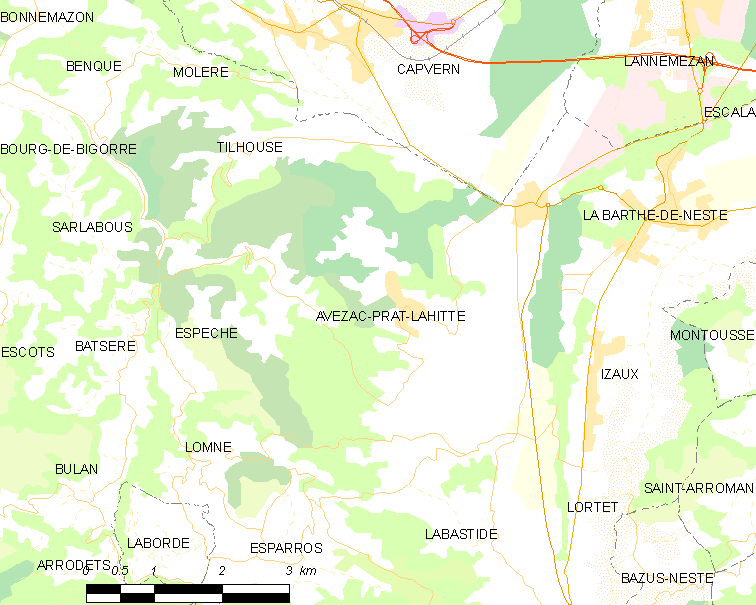
阿沃扎克-普拉特-拉伊特的OSM定位图

阿沃扎克-普拉特-拉伊特的时区为UTC+01:00、UTC+02:00（夏令时）。

## 行政
阿沃扎克-普拉特-拉伊特的邮政编码为65130，INSEE市镇编码为65054。

## 政治
阿沃扎克-普拉特-拉伊特所属的省级选区为内斯特-欧尔-卢龙县。

## 人口

1962-2008年间阿沃扎克-普拉特-拉伊特人口变化图示

阿沃扎克-普拉特-拉伊特于2022年1月1日时的人口数量为582人。